# Édouard Drouyn de Lhuys
Édouard Drouyn de Lhuys (Parigi, 19 novembre 1805 – Parigi, 1º marzo 1881) è stato un politico francese.
Fu per quattro volte ministro degli Esteri. Durante il mandato dal 1848 al 1849 dispose la repressione dei moti della Repubblica romana. Fu ministro degli Esteri una seconda volta per alcuni giorni nel 1851 e successivamente con il Secondo Impero dal 1852 al 1855 e dal 1862 al 1866. Durante questi ultimi due mandati la sua politica, conservatrice e filoaustriaca, mirò a contenere le iniziative liberali e filoitaliane dell'imperatore Napoleone III.
Guidò la politica estera alleato dell'imperatrice Eugenia. Sostenne nel 1853 l'intervento francese al fianco della Gran Bretagna contro la Russia (Guerra di Crimea), ma non riuscì a convincere l'Austria a fare altrettanto. Dimessosi per il rifiuto di Napoleone III di vagliare una sua proposta di pace alla Russia, fu poi richiamato all'incarico e sostenne le rivolte anti-russe in Polonia nel 1863 (Rivolta di Gennaio).
Fu ostacolato da Napoleone III che si appropriò gradualmente degli affari Esteri costringendolo a firmare la Convenzione di settembre con l'Italia. Ancora in contrasto con Napoleone III favorevole alla Prussia e all'Italia che avevano attaccato l'Austria (Guerra austro-prussiana), nel 1866 abbandonò definitivamente la vita politica.

## Monarchia di luglio e Seconda Repubblica (fino al 1852)
Édouard Drouyn de Lhuys intraprese fin da giovane la carriera diplomatica che interruppe quando, nel 1842, durante la Monarchia di luglio, fu eletto deputato. Prima della Rivoluzione francese del 1848 e l'instaurazione della Seconda Repubblica condusse una vivace campagna contro il governo di François Guizot. Alla caduta di quest'ultimo Drouyn de Lhuys fu eletto all'assemblea costituente (23 aprile 1848). Divenuto presidente della Repubblica Luigi Napoleone, fu nominato per la prima volta ministro degli Esteri il 20 dicembre 1848.
Nel 1849, Drouyn de Lhuys, che aveva servito Luigi Filippo e conservava una preferenza per l'orleanismo, era già favorevole ad un'alleanza conservatrice con l'Austria e si schierò contro la Repubblica Romana. Dopo lo sbarco delle truppe francesi a Civitavecchia il 24 aprile, rompendo ogni indugio, diede infatti disposizioni al generale Nicolas Oudinot di avanzare verso le forze di Garibaldi, con le quali i francesi si scontrarono il 30 aprile 1849, dando inizio al conflitto che vedrà vittorioso il Secondo Impero.
Drouyn de Lhuys riteneva che gli interessi francesi fossero agevolati da una Germania e un'Italia divise; benché, in quello stesso aprile 1849, affermò che la Francia avrebbe accolto un ingrandimento della Prussia se ciò avesse comportato la distruzione della Santa Alleanza di Russia, Prussia e Austria.
Compromesso dalle sue tendenze filopapiste, nel giugno del 1849 fu sostituito alla carica di ministro degli Esteri da Alexis de Tocqueville e fu inviato come ambasciatore a Londra. Con tale mandato risolse il cosiddetto “Affare Don Pacifico” mediando fra la Grecia, protetta della Francia, e la Gran Bretagna con la quale i rapporti peggiorarono. Nello stesso 1850 si riappacificò con Londra grazie alla prima guerra dello Schleswig che vide la Prussia combattere contro gli stati scandinavi. In quella occasione l'ambasciatore francese arrivò a proporre un'alleanza tra Francia, Russia e Gran Bretagna per ristabilire l'ordine nell'Holstein. Per ragioni diverse Londra e San Pietroburgo lasciarono cadere la proposta.
Tornato definitivamente a Parigi nel gennaio 1851, fu nominato nuovamente ministro degli Esteri conservando la carica per pochi giorni (10-24 gennaio).
Con il colpo di Stato del 2 dicembre 1851, Luigi Napoleone mise fine alla Seconda Repubblica e il 14 gennaio 1852 fu emanata la nuova costituzione. Drouyn de Lhuys fu eletto senatore e nominato di nuovo ministro degli Esteri il 28 luglio. Contrario alla formazione di un secondo impero francese, operò con l'ambasciatore austriaco a Parigi, Joseph Alexander von Hübner (1811-1892), affinché il piano di Luigi Napoleone fallisse o quantomeno risultasse innocuo. Tutto ciò con poco successo, poiché il 21 novembre 1852 la nuova costituzione fu ratificata da un plebiscito e Luigi Napoleone assunse la carica di Napoleone III imperatore di Francia.

## Ministro degli esteri di Napoleone III: la Crimea (1853-1855)

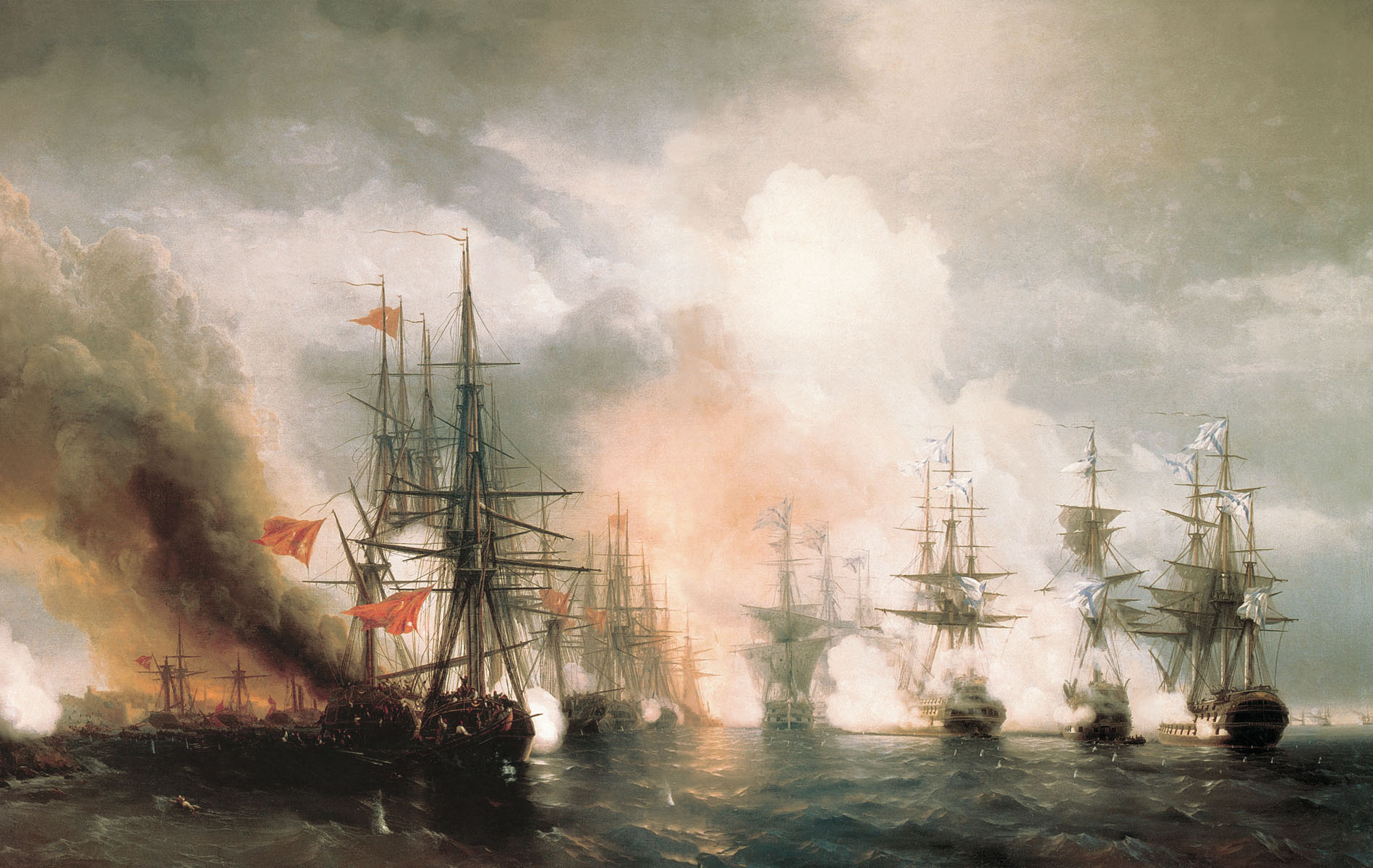
La flotta russa sconfigge quella turca nella Battaglia di Sinope (30 novembre 1853), dopo la quale Drouyn de Lhuys sostenne l'intervento francese contro la Russia.

Con l'acuirsi nel 1853 della crisi fra la Russia da un lato e l'Impero ottomano, la Gran Bretagna e la Francia dall'altro, il ministro degli esteri Drouyn de Lhuys espresse una politica dapprima attendista e poi, dopo la sconfitta della marina turca a Sinope (30 novembre), interventista.
La sua azione prevedeva però anche la mobilitazione dell'Austria. Nell'alleanza con Vienna, infatti, Drouyn de Lhuys vedeva un freno alle tendenze rivoluzionarie di Napoleone III e, nello stesso tempo, un contrappeso all'influenza inglese che pure gli tornava gravosa.
Il 27 marzo 1854, a seguito del rifiuto dello Zar Nicola I di abbandonare i principati turco-danubiani, la Gran Bretagna e la Francia entrarono in guerra al fianco dell'Impero ottomano contro la Russia. Nonostante ciò ebbe inizio un intenso lavoro di Drouyn de Lhuys e del ministro degli Esteri austriaco Karl Buol per convincere la Russia alla pace, nonché uno schema di trattato per un'eventuale alleanza con l'Austria da sottoporre alla Gran Bretagna.
Le quattro condizioni preparate dai due ministri degli Esteri erano in buona parte già state accettate nei fatti dalla Russia. Rimaneva la rinuncia ai principati danubiani e il ridimensionamento della potenza russa nel Mar Nero. Il 19 luglio 1854 furono presentate al governo inglese, che però non volle sottoscriverle. Tanto meno utile fu, dieci giorni dopo, il consenso di Londra ad un trattato di alleanza con Vienna, poiché i russi in agosto abbandonarono i principati danubiani annullando il casus belli: a questo punto fu Buol, il 5 agosto, a rifiutarsi di firmare l'alleanza. Drouyn de Lhuys era alla disperazione, cercò di non lasciarsi sfuggire l'Austria e con questa si accordò sui quattro punti (di cui, dopo l'abbandono dei principati, ne rimaneva in piedi solo uno) da sottoporre alla Russia. Londra per non trovarsi isolata aderì e l'8 agosto furono scambiate le note d'accettazione. Dopo pochi giorni gli austriaci occuparono pacificamente i principati danubiani.
Il tentativo però di Drouyn de Lhuys di far scendere materialmente in guerra l'Austria al fianco della coalizione fallì; nonostante il ministro francese si fosse prodigato nei mesi precedenti ad assicurare, durante l'eventuale intervento dell'esercito austriaco in Oriente, di tenere sotto controllo il Regno di Sardegna, anche con le armi.

### Le trattative con l'Austria

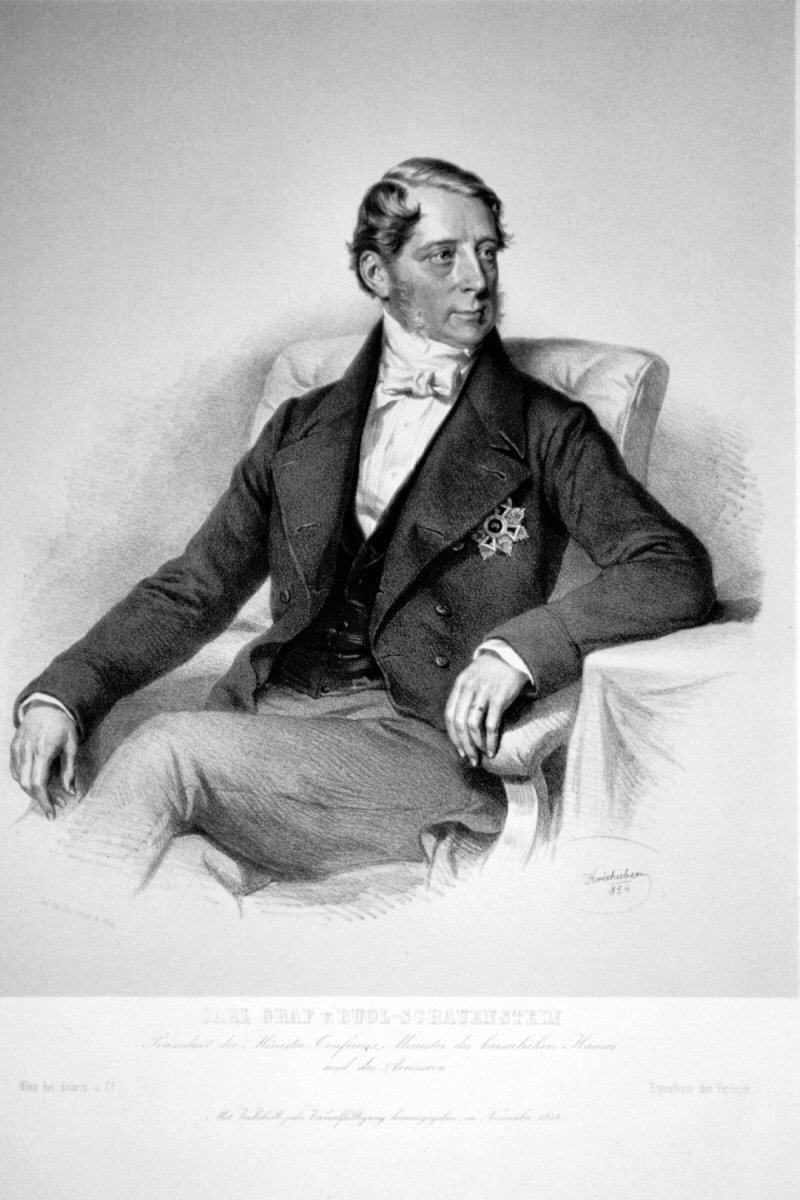
Karl Buol, ministro degli Esteri austriaco, fu quasi sempre in sintonia con Drouyn de Lhuys.

Solo dopo essersi accertato che avrebbe potuto evitare lo scontro armato, il 2 dicembre 1854, Buol aderì ad un'alleanza anglo-franco-austriaca che sortì l'effetto positivo per la coalizione di bloccare un ingente quantitativo di truppe russe lontane dal teatro delle operazioni in Crimea.
In cambio i francesi, nella speranza di un intervento militare dell'Austria al loro fianco, il 22 dicembre 1854 conclusero un accordo segreto impegnandosi a mantenere l'ordine in Italia nel caso l'esercito asburgico si fosse unito a quello francese in battaglia.
Drouyn de Lhuys si ritenne moderatamente soddisfatto: con l'alleanza del 2 dicembre pensò di aver provocato una frattura tra Austria e Russia, con il trattato del 22 dicembre ritenne di aver messo un ostacolo fra Napoleone III e le sue velleità antiaustriache in Italia.
A seguito dello stallo militare in Crimea e nel tentativo di portare sul campo un alleato belligerante, Drouyn de Lhuys si trovò a giocare una difficile partita fra l'Austria, ora anche alleata, e il suo nemico storico, il Regno di Sardegna.
Dovette vagliare, infatti, nel dicembre del 1854 la proposta inglese di far partecipare il Piemonte alla guerra. Il ministro francese raccomandò rispetto nei confronti dell'Austria, rifiutando l'ipotesi che una potenza di secondaria importanza come il Regno di Sardegna potesse un domani partecipare alla conferenza di pace.
La situazione militare imponeva, però, di cedere e per l'alleanza con il Piemonte Drouyn de Lhuys nel gennaio 1855 finì con l'esporsi ai malumori dell'Austria che accusò la Francia di non avere fiducia in Vienna e ricorrere alla “rivoluzionaria” Torino. Drouyn de Lhuys, esasperato dal comportamento dilatorio austriaco ebbe un grave diverbio con l'ambasciatore Hübner e comunicò al ministero degli Esteri di Vienna che dopo tutte le esitazioni dell'Austria, che tanto avevano giovato alla Russia, ora la Francia aveva il diritto di allearsi con chi più le piaceva per vincere la guerra.

### Le dimissioni

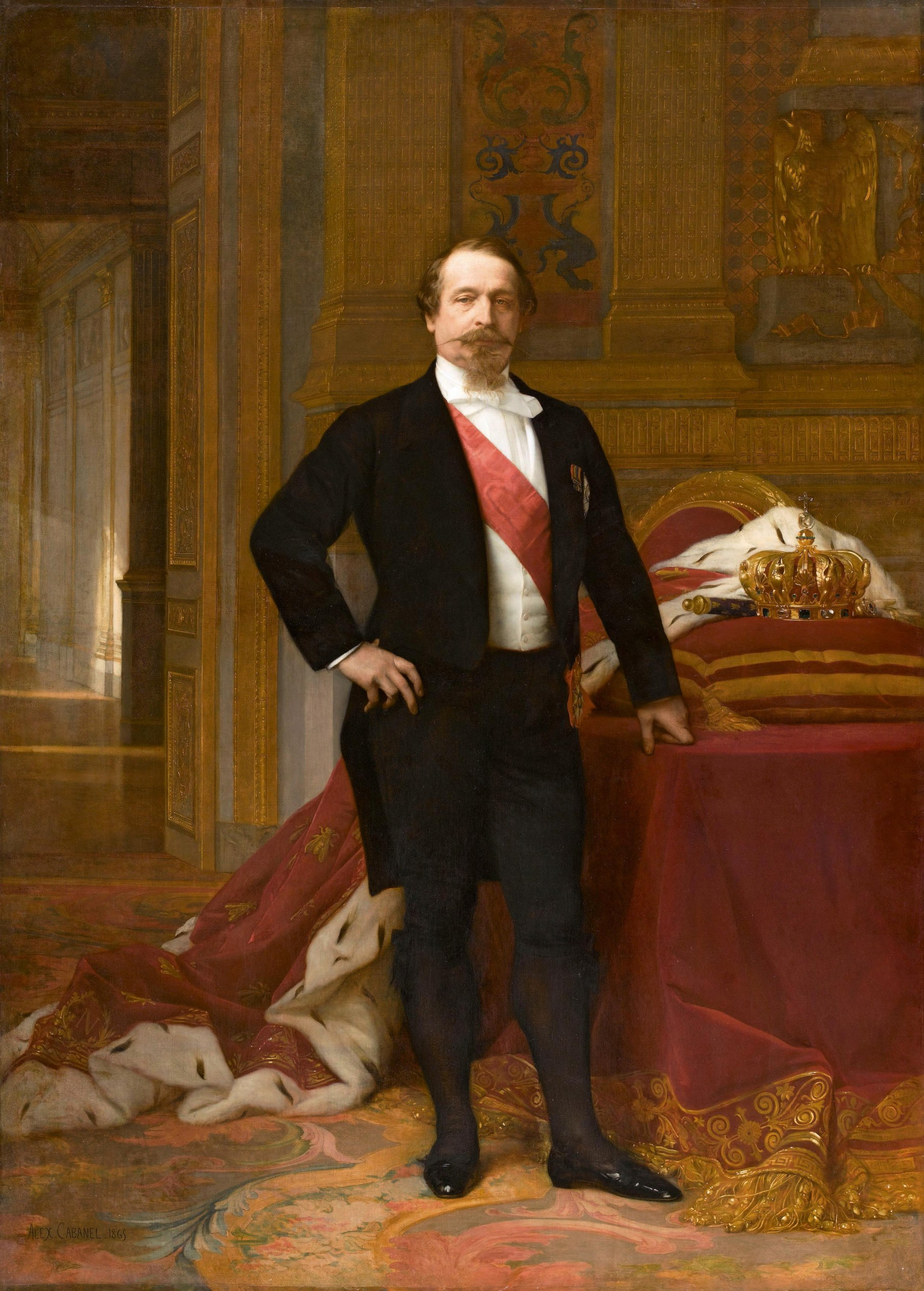
Napoleone III di Francia contestò la linea filoaustriaca di Drouyn de Lhuys costringendolo nel 1855 alle dimissioni

Per uscire dalla difficile situazione, le potenze in guerra decisero di incontrarsi a Vienna il 15 marzo 1855 e iniziare quella che doveva essere una conferenza di pace. L'unico punto ancora in discussione erano le limitazioni navali che la potenza attaccante, la Russia, doveva subire per ottenere la pace.
Drouyn de Lhuys propose che il Mar Nero venisse completamente disarmato delle navi russe e di quelle turche. La Russia rifiutò e Buol chiese di concederle una flotta pari a quella di prima della guerra, ma bilanciata da una flotta anglo-francese in loco. Il ministro francese ebbe paura di perdere l'alleanza austriaca proprio nel momento in cui Napoleone III, mettendo in pericolo la sicurezza interna del Paese, parlava di raggiungere la Crimea e prendere il comando dell'esercito. Decise, così, di accettare la proposta austriaca e il ministro degli Esteri britannico John Russell nel timore di perdere a sua volta l'alleanza della Francia lo seguì.
Sia Drouyn de Lhuys che Russell ebbero paura di non poter tornare con la pace fatta e, benché avessero avuto ordini diversi, accettarono la proposta austriaca e tornarono alle rispettive capitali per difenderla. Il 3 maggio 1855 il governo britannico decise con riluttanza di seguire la strada aperta da Drouyn de Lhuys che però si scoprì non avere più voce in capitolo. Tornato a Parigi il 30 aprile, infatti, trovò che Napoleone III, reduce da un viaggio a Londra, si era definitivamente convinto di poter continuare la guerra a oltranza. Il 4 maggio Drouyn de Lhuys ebbe con lui l'incontro decisivo alla presenza dell'ambasciatore inglese Henry Cowley (1804-1884) e del ministro della Guerra Jean Vaillant, entrambi in linea con le idee di Napoleone III. La proposta austriaca di concedere alla Russia una flotta pari a quella di prima della guerra bilanciata da una squadra navale anglo-francese non fu accettata e Drouyn de Lhuys il giorno dopo diede le dimissioni, che furono ufficializzate il 7 maggio 1855. Fu sostituito da Alexandre Walewski.
Le dimissioni di Drouyn de Lhuys rappresentarono un punto critico delle relazioni franco-austriache. Esse significarono il rinsaldarsi dell'amicizia franco-britannica e il sovrapporsi della politica personale di Napoleone III alla politica filo-austriaca del ministero degli Esteri francese, nonché il progressivo isolamento e indebolimento dell'Austria fino alla Duplice alleanza del 1879.

## La pausa (1855-1861)
Dopo le dimissioni, Drouyn de Lhuys si ritirò in campagna. Continuò a scrivere all'Imperatore di tanto in tanto, ma declinando gli inviti a corte, eccetto che per la visita della regina Vittoria di Gran Bretagna (17-28 agosto 1855). Tornò a Parigi e nel febbraio 1856 abitava in Roue d'Anjou, 12. Un articolo dell'organo ufficiale del governo Le Moniteur lo persuase quello stesso anno a dare le dimissioni anche da senatore. Isolato, si convinse che per la benevolenza concessagli a Vienna da Francesco Giuseppe, Napoleone III aveva avuto un moto di gelosia nei suoi confronti.
Tuttavia i suoi rapporti con l'Imperatore migliorarono e il 27 gennaio 1858 tornò per la prima volta dal suo ritiro alla residenza imperiale delle Tuileries. L'occasione, un banchetto in stile austriaco in onore del principe Liechtenstein, fu anche l'espressione di un temporaneo riavvicinamento della Francia all'Austria.
Con la Seconda guerra di indipendenza (1859) però, che vide il Secondo Impero schierarsi con il Piemonte contro l'Austria, la stella di Drouyn de Lhuys sembrò definitivamente tramontata.

## Ministro degli esteri di Napoleone III: nazionalismi (1862-1866)

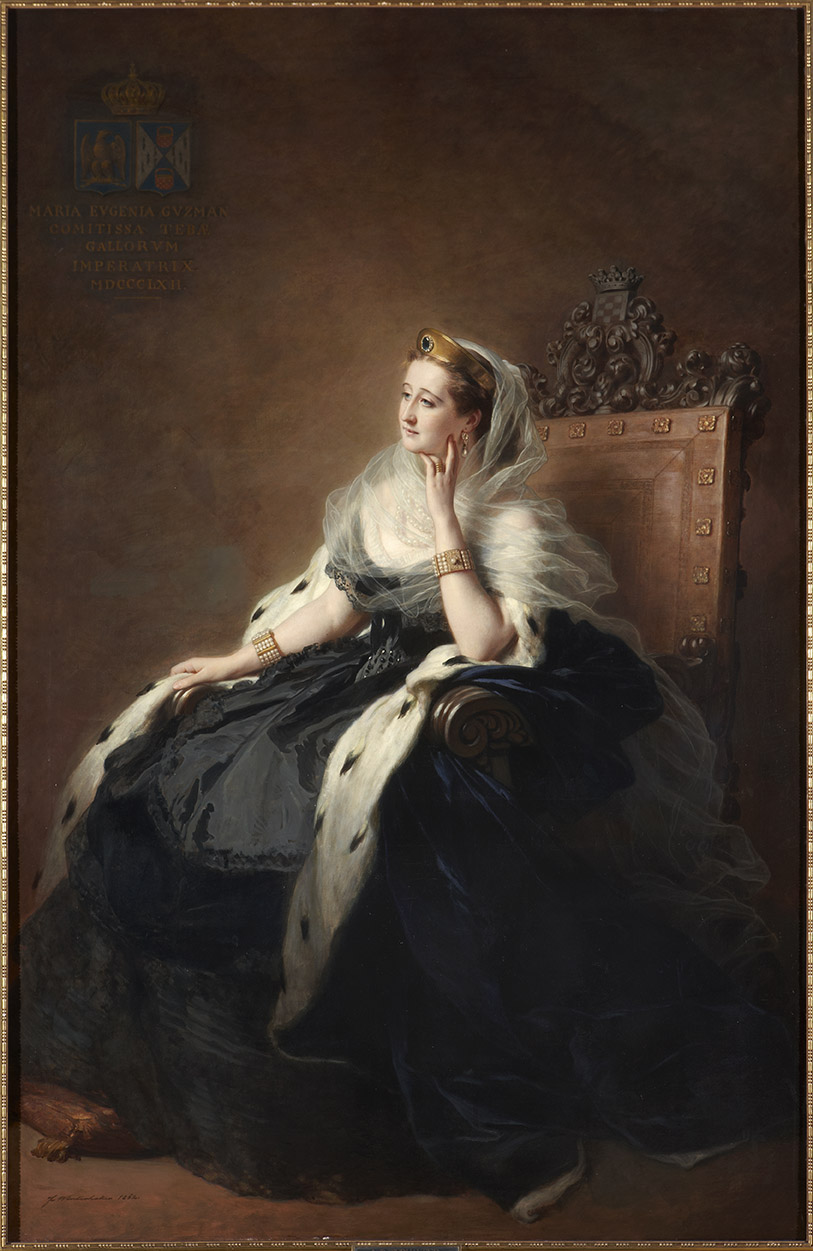
L'imperatrice Eugenia convinse Napoleone III a ridare l'incarico a Drouyn de Lhuys di cui condivideva le idee conservatrici

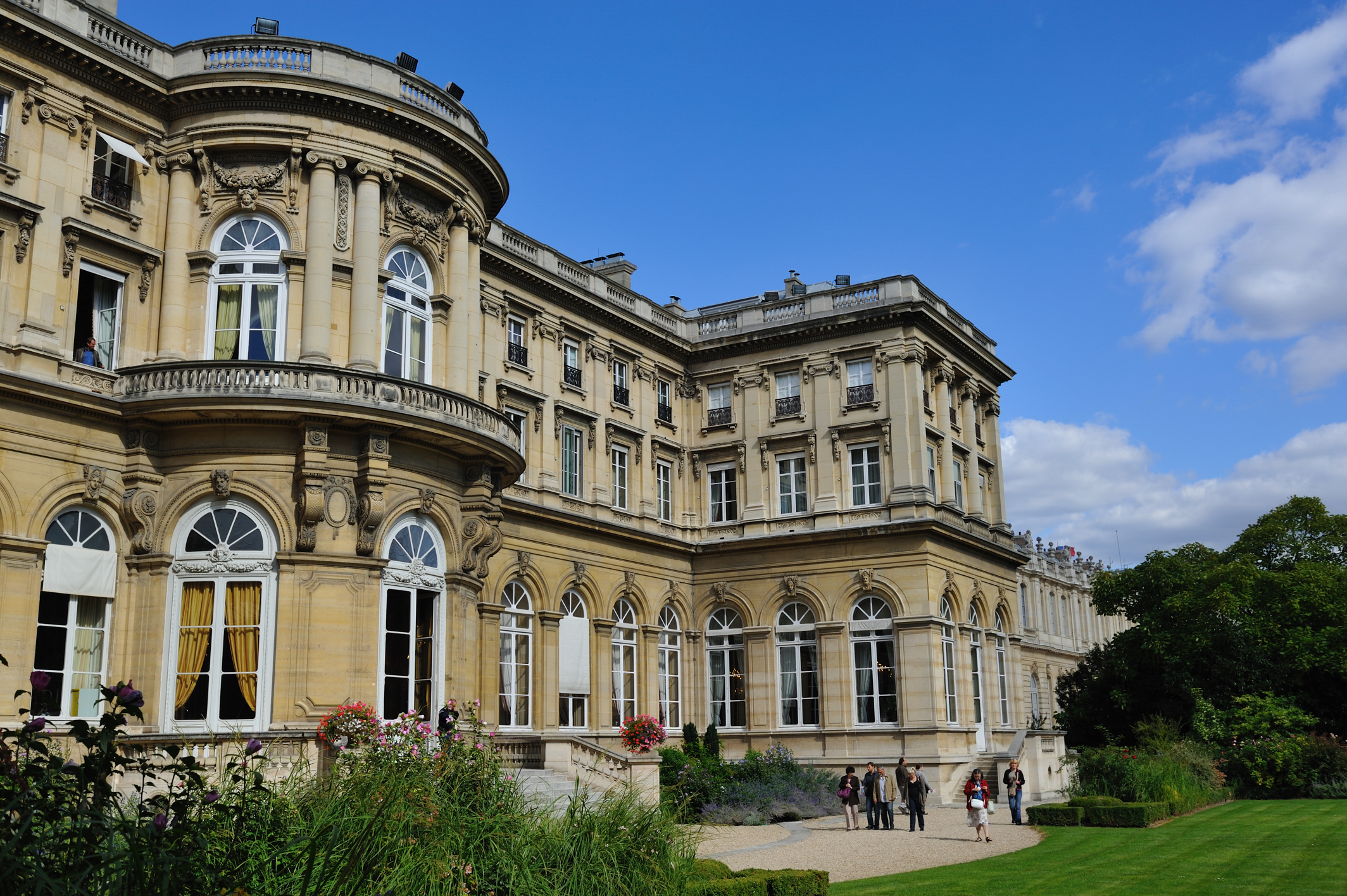
La sede dal 1853 del ministero degli Esteri francese, al Quai d'Orsay, 37, a Parigi. Drouyn de Lhuys ne fu il primo "inquilino".

Dopo la proclamazione del Regno d’Italia (17 marzo 1861) le cose iniziarono a cambiare, poiché Napoleone III, sostenitore per motivi di politica interna dello Stato Pontificio, iniziò a temere per le sorti del potere temporale del Papa. Nell'estate 1862 il ministro degli Esteri francese in carica Édouard Thouvenel tentò di risolvere la Questione romana con un accordo con il governo italiano: la capitale sarebbe stata spostata da Torino a Firenze (che sarebbe divenuta la capitale definitiva del regno) e le truppe francesi in difesa di Roma sarebbero state ritirate. I clericali francesi e l'imperatrice Eugenia, loro portavoce, considerarono questa eventualità come un primo passo per la conquista italiana di Roma. Napoleone III fu quindi persuaso dalla consorte a richiamare Drouyn de Lhuys, che riprese le funzioni di ministro degli Esteri il 15 ottobre 1862.

### In difesa della Polonia
Il primo atto di Drouyn de Lhuys fu di rompere i negoziati con l'Italia cominciati da Thouvenel, benché furono poi gli avvenimenti della rivolta polacca del gennaio 1863 a concentrare l'attenzione sua e di tutta Europa. Il Regno di Polonia, vassallo della Russia, si era ribellato e con la Convenzione di Alvensleben di febbraio Russia e Prussia stabilirono la possibilità di far sconfinare le loro truppe in Polonia per catturare i rivoluzionari. Napoleone III, Drouyn de Lhuys e tutte le fazioni della corte francese furono d'accordo a condannare la convenzione.
Il 21 febbraio 1863, il ministro degli Esteri francese propose alla Gran Bretagna e all'Austria una nota comune di protesta a Berlino, ma il suo tentativo di allontanare dalla Russia e rivolgere contro la Prussia le ostilità dei francesi favorevoli alla Polonia fallì. La Russia rispose evasivamente ad una prima nota delle tre potenze e in modo assolutamente negativo ad una seconda, del 17 giugno, per la creazione di uno Stato autonomo polacco. Drouyn de Lhuys insistette allora per un'altra nota, che fu consegnata ai primi di agosto e che condannava la politica russa colpevole di non considerare nelle sue azioni militari il contesto europeo: a questo punto anche la Francia si sentiva libera di operare in questo modo. Sembrò ricostituirsi l'alleanza di Crimea, ma per la Polonia non ci fu molto altro da fare. Austria e Gran Bretagna rimasero infatti fredde all'invito ad agire della Francia che subì l'isolamento internazionale.

### La questione danese
Nel febbraio 1864 scoppiò la Seconda guerra dello Schleswig: Prussia e Austria attaccarono la Danimarca che aveva rivendicato lo Schleswig-Holstein, di lingua tedesca. L'alleanza delle due potenze conservatrici fu accolta volentieri da Drouyn de Lhuys che pensò, grazie ad essa, di liberare Napoleone III dalle tentazioni antiaustriache. Iniziate le ostilità e scontatone l'esito, il ministro degli Esteri francese fece presente che se ci fosse stato ingrandimento territoriale di Prussia o Austria, questo avrebbe dovuto essere bilanciato da un analogo ingrandimento della Francia, ad esempio sul confine del Reno.
Drouyn de Lhuys, che pensava ad uno Stato autonomo e amico di Parigi destinato a servire da cuscinetto tra Francia e Germania sul versante sinistro del Reno, il 9 febbraio 1864 ne raccomandò la realizzazione all'ambasciatore prussiano Robert Heinrich Ludwig von der Goltz (1817-1869); senza molto successo.
La crisi intanto si acuiva, poiché le truppe della coalizione tedesca erano entrate, il 19 febbraio, nel territorio nazionale danese. A quel punto la Gran Bretagna protestò violentemente mobilitando la flotta della Manica e in alcuni ambienti francesi si credette di poter cogliere il momento e scatenare una guerra contro la Prussia al fianco di Londra. Per Drouyn de Lhuys sarebbe stato troppo e volle invece mantenere una posizione equidistante fra i contendenti, benché energica: usò da un lato un tono minaccioso con l'ambasciatore prussiano e dall'altro ricordò all'ambasciatore britannico Cowley il rispetto del Trattato di Londra del 1852.
Il 25 giugno 1864 la Gran Bretagna decise di non scendere in guerra, a meno che non fosse stata minacciata l'indipendenza della Danimarca, lasciando così i ducati dello Schleswig-Holstein al loro destino.

### La Convenzione di settembre
In quello stesso periodo Napoleone III cominciò a liberarsi dal controllo di Drouyn de Lhuys e dei filoaustriaci. L'Imperatore riprese, infatti, l'iniziativa diplomatica sul settore italiano e nonostante le resistenze del suo ministro degli Esteri, il 15 settembre 1864 concluse un accordo in base al quale le truppe francesi dovevano essere ritirate da Roma entro due anni. In cambio l'Italia si impegnava a non attaccare Roma e a trasferire la capitale da Torino a Firenze; in pratica la politica per la quale Thouvenel si era dovuto dimettere due anni prima. L'invio di Vincent Benedetti, sostenitore di Thouvenel, come ambasciatore francese a Berlino fu il segno che Napoleone III si era definitivamente sottratto al controllo di Drouyn de Lhuys.

### Le trattative per l'alleanza italo-prussiana

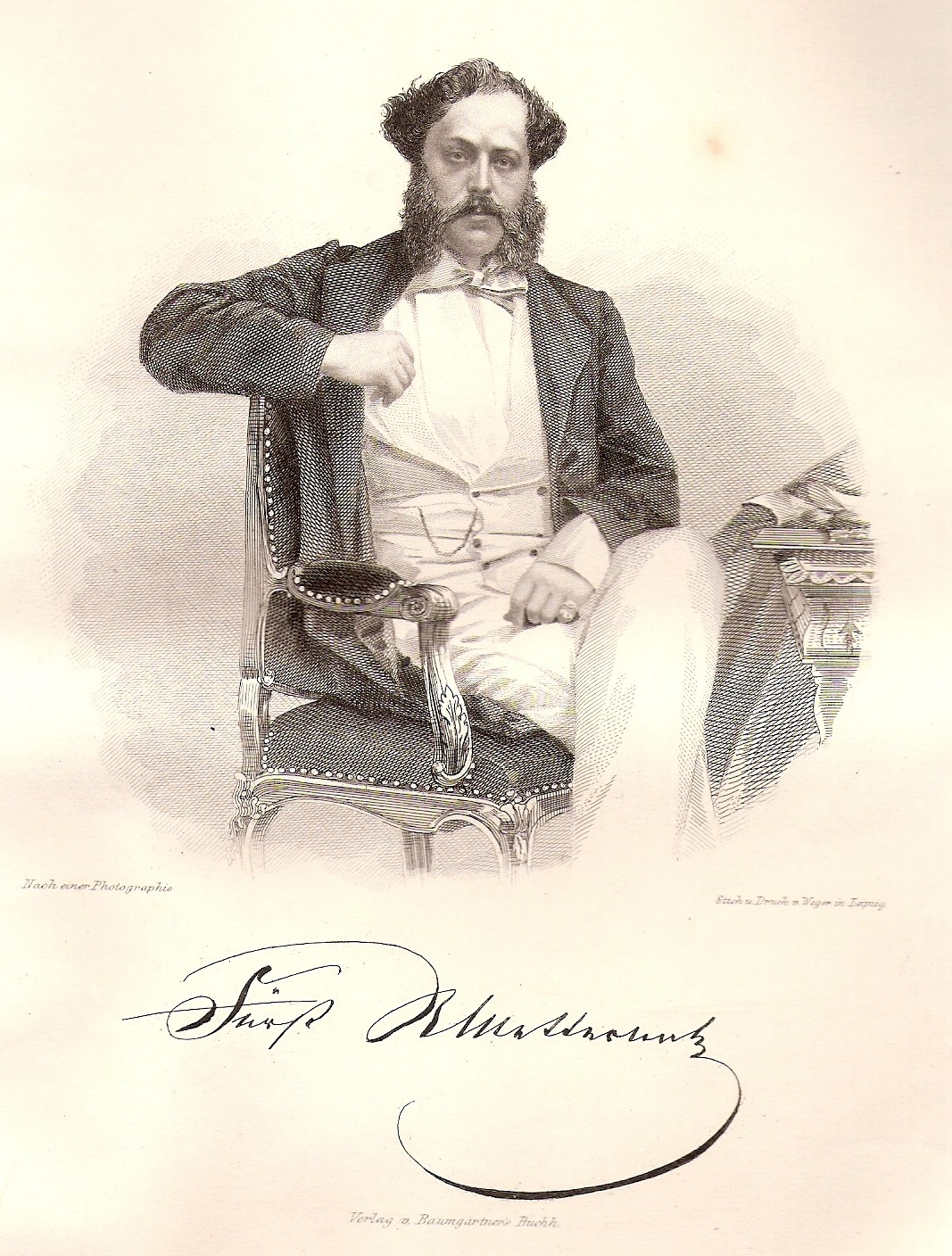
L'ambasciatore austriaco Richard von Metternich formava con Drouyn de Lhuys e l’imperatrice Eugenia la fazione anti-italiana della corte francese.

Con la salita al potere di Otto von Bismarck nel 1862, la Prussia si dimostrò sempre più insofferente nei confronti dell'Austria che esercitava la sua influenza su tutta la Confederazione germanica. Analogamente l'Italia, desiderosa di completare l'unità nazionale, era alla ricerca di un'occasione per sottrarre il Veneto all'Austria. Le due esigenze si concretizzarono nelle trattative che porteranno all'alleanza italo-prussiana del 1866.
Prima della guerra contro l'Austria, Prussia e Italia si preoccuparono di assicurarsi l'appoggio della Francia. In questa prima fase, che si aprì nella primavera del 1865, Napoleone III si tenne deliberatamente in disparte, lasciando la condotta della politica francese a Drouyn de Lhuys e alla imperatrice Eugenia.
Il 13 agosto, il ministro degli Esteri francese inviò una lettera al Presidente del Consiglio italiano Alfonso La Marmora disilludendolo: Napoleone III non aveva voglia di guerre e sperava che Austria e Prussia se la vedessero tra loro, di modo da ottenere qualche vantaggio a tempo debito. Il consiglio che Drouyn de Lhuys dava all'Italia era di temporeggiare e aspettare le condizioni poste da Vienna e Berlino. Comunque, concluse il ministro, la Francia non sarebbe scesa in guerra accanto dell'Italia.
Più complessa fu la trattativa con la Prussia. Drouyn de Lhuys, speranzoso che nello scontro imminente fosse l'Austria a vincere, auspicò un'alleanza di Vienna con gli Stati minori della Confederazione germanica per umiliare la Prussia. Ma negli incontri che Napoleone III ebbe con Bismarck vennero prospettati importanti ingrandimenti territoriali e la linea di Drouyn de Lhuys fu respinta. Napoleone III, soprattutto, per motivi di politica interna era ossessionato dal Veneto, che andava sottratto all'Austria e consegnato all'Italia.
A pochi giorni dall'inizio delle ostilità che avrebbero portato alla Guerra austro-prussiana e alla Terza guerra di indipendenza, il ministro degli Esteri francese riassunse le sue aspirazioni in un colloquio con l'ambasciatore austriaco Richard von Metternich. Costui ne fece partecipe il suo ministro degli Esteri Alexander von Mensdorff il 29 maggio 1866. Drouyn de Lhuys gli disse che Napoleone III non avrebbe consentito, in caso di vittoria dell'Austria, ad uno stravolgimento della penisola italiana, ma che sarebbe stato forse possibile ingrandire i territori dello Stato Pontificio. Benché, aggiunse, la Francia, che era contraria all'unità italiana, avrebbe visto con piacere il riformarsi di stati indipendenti in Italia. Per l'Austria si trattava, secondo Drouyn de Lhuys, di aspettare il termine dell'alleanza italo-prussiana (che sarebbe scaduta a luglio), attaccare e battere la Prussia, cedere comunque il Veneto ma con il porto di Venezia smilitarizzato, consentire all'ingrandimento dello Stato Pontificio, aumentare la potenza nei confronti della Prussia e dell'Oriente e, quindi, attendere la fine dell'utopia italiana.
L'Austria non si fece convincere dal ministro degli Esteri francese: provocò la guerra e in poche settimane la perse.

### Le trattative per la fine della Guerra austro-prussiana

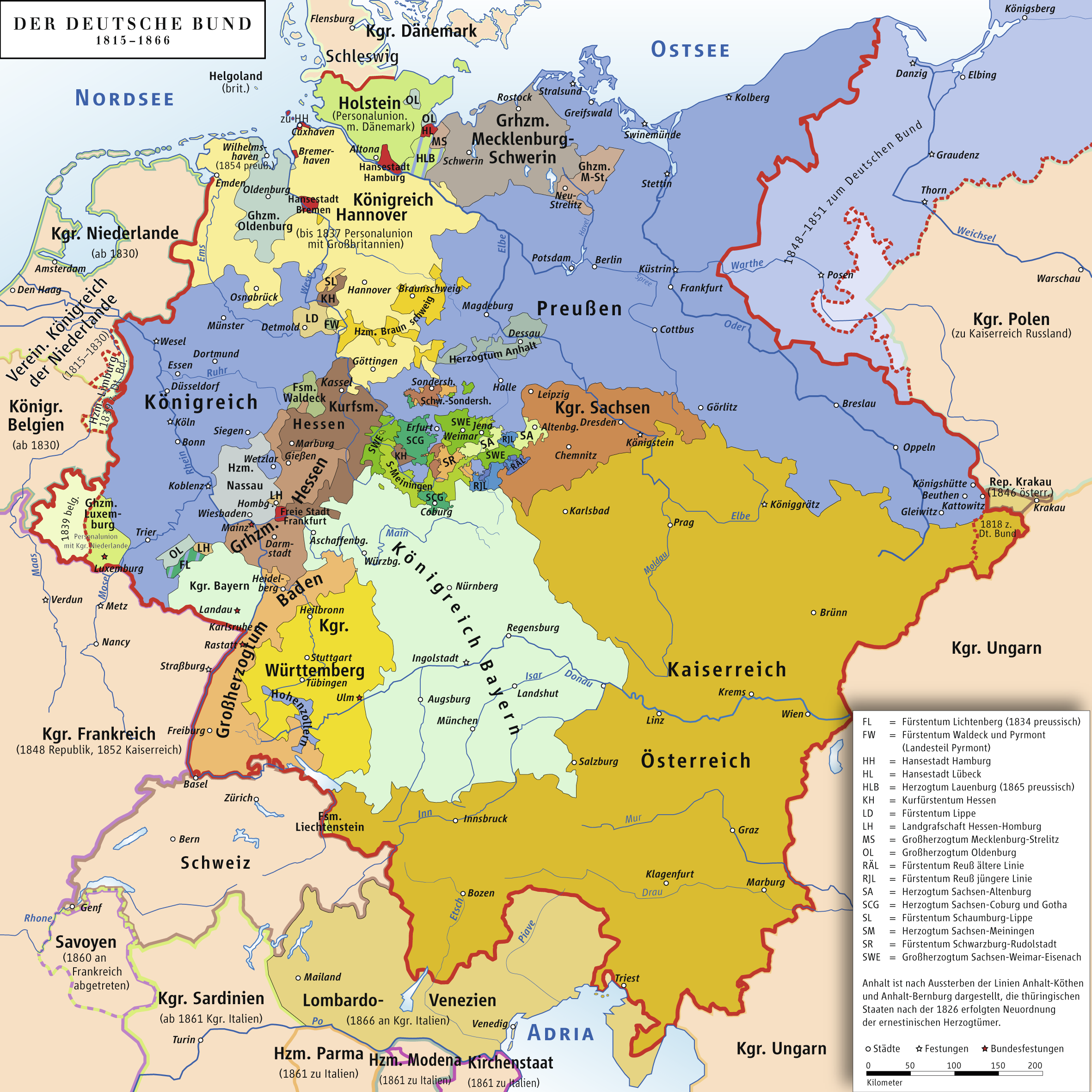
La Confederazione germanica di cui nel 1866 Drouyn de Lhuys reclamò alcuni territori per la Francia ad Ovest del Reno, ne scaturirono una crisi con la Prussia e le sue dimissioni.

Sconfitta militarmente, l'Austria offrì il Veneto alla Francia (non aveva rapporti con l'Italia) per ottenere subito la pace. Napoleone III il 4 luglio 1866 propose allora la sua mediazione ai tre belligeranti, i quali accettarono. Drouyn de Lhuys credette che la sua politica fosse stata accettata: la Francia avrebbe proposto condizioni moderate a Prussia e Italia e, in caso di rifiuto, si sarebbe alleata con l'Austria contro di loro. Napoleone III la pensava invece diversamente e in questo fu aiutato da Bismarck che offrì all'Austria condizioni di pace moderate.
Tra il 4 e il 10 luglio ci fu uno scontro con fasi alterne che vide Drouyn de Lhuys, l'ambasciatore Metternich e la principessa Eugenia da un lato, e il consigliere di Napoleone III Eugène Rouher, il principe Jérôme e, in ultimo, l'Imperatore stesso dall'altro. Quest'ultimo si impose e il 26 luglio fu firmato l'Armistizio di Nikolsburg che accoglieva le aspettative di Bismarck, sottraeva il Veneto all'Austria e non stabiliva alcun compenso per la Francia, la nazione mediatrice della pace.
A Drouyn de Lhuys, cresciuto alla vecchia scuola diplomatica dei compensi, tutto ciò sembrò ingiusto e tre giorni prima la firma dell'armistizio diede istruzioni all'ambasciatore a Berlino Vincent Benedetti di chiedere alla Prussia le frontiere del 1814 e i territori del Regno di Baviera e del Granducato d'Assia ad Ovest del Reno, minacciando una rottura definitiva. Bismarck rispose rifiutando di cedere anche un solo villaggio tedesco, facendo scoppiare una crisi tra Francia e Prussia. Napoleone III sconfessò allora, il 12 agosto 1866, il suo ministro degli Esteri al quale non rimase altro che dimettersi, lasciando definitivamente la vita politica. Gli succedette temporaneamente Eugène Rouher e, dal 1º settembre, Charles de La Valette.
Finché rimase ministro, Drouyn de Lhuys cercò di intralciare ogni proposta italiana finalizzata ad ottenere le migliori condizioni possibili sull'Austria.

## Gli ultimi anni (1867-1881)
Ritiratosi dalla vita politica, Drouyn de Lhuys si consacrò alla Académie des sciences morales et politiques (in italiano: “Accademia delle scienze morali e politiche”). Morì a Parigi il 1º marzo 1881.

## Onorificenze
Al 1861 Drouyn de Lhuys era stato insignito delle seguenti onorificenze: